# John Carisi
John E. Carisi est un trompettiste, arrangeur et compositeur de jazz américain né le 23 février 1922 à Hasbrouck Heights (New Jersey) et mort à New York le 3 octobre 1992.

## Biographie
Né en 1922, John Carisi débute comme trompettiste et, parfois arrangeur, dans des orchestres de danse ou de swing comme ceux de Babe Russin, George Handy et Herbie Fields (1938-1943).
En 1944, il rejoint l'US Air Force Band de Glenn Miller. Il travaille ensuite dans le Swing Shift de Ray McKinley et dans les orchestres de Lou Stein) et, surtout, celui de Claude Thornhill. En parallèle, il écrit aussi des arrangements pour des big bands dans lesquels il ne joue pas comme ceux de Charlie Barnet, Benny Goodman ou Woody Herman. C'est aussi l'époque du début d'une longue amitié avec le saxophoniste Brew Moore avec qui il jouera souvent.
En 1948-50, il participe à l’aventure du nonette de Miles Davis au côté des arrangeurs Gil Evans, Gerry Mulligan et John Lewis. Il est, à ce titre, l'un des artisans de la création du cool jazz. John Carisi compose et arrange pour la formation de Miles Davis quatre titres. Un seul est enregistré : Israel (cf. album Birth of the cool de Miles Davis chez Capitol Records), un blues en ré mineur, qui est depuis devenu un standard repris par de nombreux jazzmen (Bill Evans, Gerry Mulligan…).
Dans les années 1950, il suit l'enseignement du compositeur Stefan Wolpe et perfectionne sa technique instrumentale avec Carmine Caruso. Il collabore régulièrement avec des théoriciens de la "Third stream music" et écrit quelques œuvres ambitieuses (sonates, concertos…) qui ont le mérite d'éviter le côté « pompier » souvent inhérent à ce style.
En 1960, il fait une tournée en extrême orient organisée par le Département d'État. En 1961, il est le compositeur et l'arrangeur de la face 1 de l'album Into the Hot (1961) publié sous le nom de Gil Evans (ce dernier n'a fait que l'intermédiaire entre musiciens - l'orchestre de la face 2 est celui de Cecil Taylor - et le label Impulse).
À partir de cette date, il mène de front une carrière de compositeur (œuvres « savantes » mais aussi compositions pour le cinéma, la télévision, le théâtre ou des orchestres de jazz…), de trompettiste (se produisant en club avec, en particulier, son ami Brew Moore) et d'enseignant (à la Manhattan School of Music puis au Queens College).
Il meurt à New York en 1992.